# 맷 블랭크
맷 블랭크(Matt Blank, 1976년 4월 5일 - )은 전 KBO 리그 KIA 타이거즈의 외국인 야구 선수이며 쓸만한 좌완투수의 보강을 위해 2005년 시즌 중 KIA가 영입했으며 데뷔 뒤 4연승을 거두는 등 잘 나갔지만 7월 이후 4이닝을 못 넘기는 이닝이 속출하는 등 극심한 부진을 겪어 2005년을 끝으로 한국을 떠났다.
1. ↑  장현구 (2005년 8월 2일). “이적 첫승 전병두, 기아 '좌완의 희망'”. 스포츠한국(연합뉴스). 2022년 1월 6일에 확인함.
2. ↑  이석무 (2005년 7월 28일). “기아 블랭크 '한국타자에 생소함 읽혔나'”. 일간스포츠(마이데일리). 2022년 1월 6일에 확인함.